# Nicolas Gouvernel
Nicolas Gouvernel est un homme politique français né le 6 mai 1778 à Charmes et décédé le 24 juin 1854 dans cette même commune.
Maitre de forges, maire de Charmes, conseiller général de 1838 à 1854, il est député des Vosges de 1831 à 1837, siégeant dans la majorité soutenant la Monarchie de Juillet.